# Francis Rossi
Francis Dominic Nicholas Michael Rossi, OBE (Londres, 29 de maio de 1949) é um músico britânico. Ele é o fundador, vocalista e principal guitarrista da banda britânica de hard rock Status Quo.